# Anatolij Maslënkin
Anatolij Evstigneevič Maslënkin (in russo Анатолий Евстигнеевич Маслёнкин?; Mosca, 29 giugno 1930 – Mosca, 16 maggio 1988) è stato un calciatore e allenatore di calcio sovietico.
Campione europeo con la Nazionale sovietica nel 1960.

## Carriera

### Club
Debuttò nel mondo del calcio con lo Spartak Mosca nel 1954; rimase nella società della capitale fino al 1963, vincendo tre campionati sovietici e giocando più di duecento partite. Nel 1964 si trasferì allo Šinnik Jaroslavl', dove chiuse la carriera nel 1966.

### Nazionale
Con la nazionale di calcio dell'Unione Sovietica vinse la medaglia d'oro ai Giochi olimpici di Melbourne 1956 e il campionato d'Europa 1960. Disputò la fase finale di due mondiali, Svezia 1958 e Cile 1962 e totalizzò 33 presenze con una rete segnata in nazionale.

## Palmarès

### Club
- Campionato sovietico: 4

Spartak Mosca: 1956, 1958, 1962
- Coppa sovietica: 1

Spartak Mosca: 1958

### Nazionale
- Oro olimpico: 1

Melbourne 1956
- Campionato d'Europa: 1

1960